# Рагоний Венуст
Луций Рагоний Венуст (на латински: Lucius Ragonius Venustus) е политик и сенатор на Римската империя през 3 век.

## Биография
Фамилията му Рагонии произлиза от Опитергиум в област Венето. Вероятно е внук на Луций Рагоний Уринаций Ларций Квинтиан, който е суфектконсул преди 193 г. Син е на Луций Рагоний Уринаций Тускений Квинтиан  (суфектконсул 210? г. и фламин) и Флавия Венуста.
Венуст е през 238 г. претор. През 240 г. той е консул заедно с Гай Светрий Сабин.